# Großer Preis von Europa
Der Große Preis von Europa ist ein Automobilrennen, das erstmals 1923 ausgetragen wurde. Seit 1983 wird es – mit Unterbrechungen – im Rahmen der Formel-1-Weltmeisterschaft in verschiedenen Ländern Europas ausgetragen. 2016, im Jahr der seither letzten Austragung, fand der Große Preis von Europa in der aserbaidschanischen Hauptstadt Baku statt, welche teilweise zu Asien gezählt wird (siehe Eurasien).
In der Regel vergibt der Automobil-Weltverband FIA in der Formel-1-Weltmeisterschaft an jedes Land nur einmal den Titel „Grand-Prix“. Von 1983 bis 2015 wurde zusätzlich der Titel „Großer Preis von Europa“ vergeben, wenn in einer Saison in einem europäischen Land zusätzliche Grand Prix veranstaltet wurde. 2008 bis 2012 fand zum Beispiel der Große Preis von Europa in Spanien auf dem Valencia Street Circuit statt, zusätzlich zum Großen Preis von Spanien auf dem Circuit de Catalunya.

## Geschichte
Ursprünglich handelte es sich beim „Großen Preis von Europa“ (Grand Prix d’Europe) um eine Ehrenbezeichnung des Motorsportweltverbandes AIACR und der Nachfolgeorganisation FIA, die einem Rennen zusätzlich verliehen wurde. So trug z. B. der Große Preis von Großbritannien 1950 diese Bezeichnung, und 1974 der Große Preis von Deutschland auf dem Nürburgring. Diese Tradition wurde bis 1977 fortgeführt, danach wurde der Name nicht mehr als Ehrentitel vergeben.
Seit 1983 wurde der Titel Großer Preis von Europa oft an ein Rennen vergeben, wenn in dem europäischen Land bereits ein anderer nationaler Grand Prix stattfindet (2007 und 2016 fand hingegen ein Großer Preis von Europa statt, obwohl kein anderer nationaler Grand Prix im gleichen Land stattfand). Der erste Große Preis von Europa dieser Art wurde in der Saison 1983 auf dem Rennkurs Brands Hatch in der Gemeinde Fawkham (bei Dartford) in Großbritannien ausgetragen, da in Silverstone bereits der Große Preis von Großbritannien stattfand. In der folgenden Saison 1984 fand das Rennen auf dem Nürburgring unter dem Titel Großer Preis von Europa statt, im selben Jahr startete bereits der Große Preis von Deutschland auf dem Hockenheimring. Nachdem in der Saison 1985 erneut der Rennkurs Brands Hatch Austragungsort war, gab es eine Pause von mehreren Jahren.
1993 war die Rennstrecke Donington Park in der Nähe von Castle Donington in Großbritannien Schauplatz des Grand Prix. Danach folgte im Jahr 1994 und 1997 der Circuito de Jerez in der andalusischen Stadt Jerez de la Frontera als Austragungsort. In den Saisons 1995 und 1996 und von 1999 bis 2007 war der Große Preis von Europa auf dem Nürburgring zuhause. 2008 bis 2012 wurde diese Veranstaltung auf dem Stadtkurs im spanischen Valencia durchgeführt, in den Formel-1-Saisons 2013 bis 2015 wurde kein Großer Preis von Europa ausgerichtet.
2016 wurde der Große Preis von Europa in Baku durchgeführt, obwohl Aserbaidschan geografisch zu Vorderasien gehört.
Seit 2016 wurden keine weiteren Formel-1-Läufe mit dem Titel ausgerichtet.

## Ergebnisse
| Veranstaltungen mit dem zusätzlichen Ehrentitel „Großer Preis von Europa“ | Veranstaltungen mit dem zusätzlichen Ehrentitel „Großer Preis von Europa“ | Veranstaltungen mit dem zusätzlichen Ehrentitel „Großer Preis von Europa“ | Veranstaltungen mit dem zusätzlichen Ehrentitel „Großer Preis von Europa“ | Veranstaltungen mit dem zusätzlichen Ehrentitel „Großer Preis von Europa“ | Veranstaltungen mit dem zusätzlichen Ehrentitel „Großer Preis von Europa“ | Veranstaltungen mit dem zusätzlichen Ehrentitel „Großer Preis von Europa“ | Veranstaltungen mit dem zusätzlichen Ehrentitel „Großer Preis von Europa“ | Veranstaltungen mit dem zusätzlichen Ehrentitel „Großer Preis von Europa“ |
| Auflage1                                                                  | Jahr                                                                      | Ehrentitel für den Grand Prix von                                         | Strecke                                                                   | Sieger                                                                    | Zweiter                                                                   | Dritter                                                                   | Pole-Position                                                             | Schnellste Runde                                                          |
| ------------------------------------------------------------------------- | ------------------------------------------------------------------------- | ------------------------------------------------------------------------- | ------------------------------------------------------------------------- | ------------------------------------------------------------------------- | ------------------------------------------------------------------------- | ------------------------------------------------------------------------- | ------------------------------------------------------------------------- | ------------------------------------------------------------------------- |
| 01                                                                        | 1923                                                                      | Italien                                                                   | Monza                                                                     | Carlo Salamano (Fiat)                                                     | Felice Nazzaro (Fiat)                                                     | Jimmy Murphy (Miller)                                                     | Ferdinando Minoia (Benz & Cie.) (gesetzt)                                 | Pietro Bordino (Fiat)                                                     |
|                                                                           |                                                                           |                                                                           |                                                                           |                                                                           |                                                                           |                                                                           |                                                                           |                                                                           |
| 02                                                                        | 1924                                                                      | Frankreich                                                                | Lyon                                                                      | Giuseppe Campari (Alfa Romeo)                                             | Albert Divo (Delage)                                                      | Robert Benoist (Delage)                                                   | Henry Segrave (Sunbeam) (gesetzt)                                         | Henry Segrave (Sunbeam)                                                   |
|                                                                           |                                                                           |                                                                           |                                                                           |                                                                           |                                                                           |                                                                           |                                                                           |                                                                           |
| 03                                                                        | 1925                                                                      | Belgien                                                                   | Spa-Francorchamps                                                         | Antonio Ascari (Alfa Romeo)                                               | Giuseppe Campari (Alfa Romeo)                                             | Albert Divo (Delage)                                                      | René Thomas (Delage) (gesetzt)                                            | Antonio Ascari (Alfa Romeo)                                               |
|                                                                           |                                                                           |                                                                           |                                                                           |                                                                           |                                                                           |                                                                           |                                                                           |                                                                           |
| 04                                                                        | 1926                                                                      | San Sebastián                                                             | Lasarte                                                                   | Jules Goux (Bugatti)                                                      | Edmond Bourlier / Robert Sénéchal (Delage)                                | Meo Costantini (Bugatti)                                                  | Jules Goux (Bugatti) (gesetzt)                                            | Louis Wagner (Delage)                                                     |
|                                                                           |                                                                           |                                                                           |                                                                           |                                                                           |                                                                           |                                                                           |                                                                           |                                                                           |
| 05                                                                        | 1927                                                                      | Italien                                                                   | Monza                                                                     | Robert Benoist (Delage)                                                   | Giuseppe Morandi (OM)                                                     | Earl Cooper / Peter Kreis (Miller)                                        | Peter Kreis (Miller) (gesetzt)                                            | Robert Benoist (Delage)                                                   |
|                                                                           |                                                                           |                                                                           |                                                                           |                                                                           |                                                                           |                                                                           |                                                                           |                                                                           |
| 06                                                                        | 1928                                                                      | Italien                                                                   | Monza                                                                     | Louis Chiron (Bugatti)                                                    | Giuseppe Campari (Alfa Romeo) Achille Varzi                               | Tazio Nuvolari (Bugatti)                                                  | Baconin Borzacchini (Maserati) (ausgelost)                                | Luigi Arcangeli (Talbot)                                                  |
| 1929                                                                      | 1929                                                                      | kein Großer Preis von Europa                                              | kein Großer Preis von Europa                                              | kein Großer Preis von Europa                                              | kein Großer Preis von Europa                                              | kein Großer Preis von Europa                                              | kein Großer Preis von Europa                                              | kein Großer Preis von Europa                                              |
|                                                                           |                                                                           |                                                                           |                                                                           |                                                                           |                                                                           |                                                                           |                                                                           |                                                                           |
| 07                                                                        | 1930                                                                      | Belgien                                                                   | Spa-Francorchamps                                                         | Louis Chiron (Bugatti)                                                    | Guy Bouriat (Bugatti)                                                     | Albert Divo (Bugatti)                                                     | Louis Chiron (Bugatti)                                                    | Guy Bouriat (Bugatti)                                                     |
| 1931 bis 1946                                                             | 1931 bis 1946                                                             | kein Großer Preis von Europa                                              | kein Großer Preis von Europa                                              | kein Großer Preis von Europa                                              | kein Großer Preis von Europa                                              | kein Großer Preis von Europa                                              | kein Großer Preis von Europa                                              | kein Großer Preis von Europa                                              |
|                                                                           |                                                                           |                                                                           |                                                                           |                                                                           |                                                                           |                                                                           |                                                                           |                                                                           |
| 08                                                                        | 1947                                                                      | Belgien                                                                   | Spa-Francorchamps                                                         | Jean-Pierre Wimille (Alfa Romeo)                                          | Achille Varzi (Alfa Romeo)                                                | Carlo Felice Trossi / Giovanni Battista Guidotti (Alfa Romeo)             | Jean-Pierre Wimille (Alfa Romeo)                                          | Jean-Pierre Wimille (Alfa Romeo)                                          |
|                                                                           |                                                                           |                                                                           |                                                                           |                                                                           |                                                                           |                                                                           |                                                                           |                                                                           |
| 09                                                                        | 1948                                                                      | Schweiz                                                                   | Bremgarten                                                                | Carlo Felice Trossi (Alfa Romeo)                                          | Jean-Pierre Wimille (Alfa Romeo)                                          | Luigi Villoresi (Maserati)                                                | Jean-Pierre Wimille (Alfa Romeo)                                          | Jean-Pierre Wimille (Alfa Romeo)                                          |
|                                                                           |                                                                           |                                                                           |                                                                           |                                                                           |                                                                           |                                                                           |                                                                           |                                                                           |
| 10                                                                        | 1949                                                                      | Italien                                                                   | Monza                                                                     | Alberto Ascari (Ferrari)                                                  | Philippe Étancelin (Talbot-Lago)                                          | P. Bira (Maserati)                                                        | Alberto Ascari (Ferrari)                                                  | Alberto Ascari (Ferrari)                                                  |
|                                                                           |                                                                           |                                                                           |                                                                           |                                                                           |                                                                           |                                                                           |                                                                           |                                                                           |
| 11                                                                        | 1950                                                                      | Großbritannien                                                            | Silverstone                                                               | Giuseppe Farina (Alfa Romeo)                                              | Luigi Fagioli (Alfa Romeo)                                                | Reg Parnell (Alfa Romeo)                                                  | Giuseppe Farina (Alfa Romeo)                                              | Giuseppe Farina (Alfa Romeo)                                              |
|                                                                           |                                                                           |                                                                           |                                                                           |                                                                           |                                                                           |                                                                           |                                                                           |                                                                           |
| 12                                                                        | 1951                                                                      | Frankreich                                                                | Reims-Gueux                                                               | Luigi Fagioli / Juan Manuel Fangio (Alfa Romeo)                           | José Froilán González / Alberto Ascari (Ferrari)                          | Luigi Villoresi (Ferrari)                                                 | Juan Manuel Fangio (Alfa Romeo)                                           | Juan Manuel Fangio (Alfa Romeo)                                           |
|                                                                           |                                                                           |                                                                           |                                                                           |                                                                           |                                                                           |                                                                           |                                                                           |                                                                           |
| 13                                                                        | 1952                                                                      | Belgien                                                                   | Spa-Francorchamps                                                         | Alberto Ascari (Ferrari)                                                  | Giuseppe Farina (Ferrari)                                                 | Robert Manzon (Gordini)                                                   | Alberto Ascari (Ferrari)                                                  | Alberto Ascari (Ferrari)                                                  |
| 1953                                                                      | 1953                                                                      | kein Großer Preis von Europa                                              | kein Großer Preis von Europa                                              | kein Großer Preis von Europa                                              | kein Großer Preis von Europa                                              | kein Großer Preis von Europa                                              | kein Großer Preis von Europa                                              | kein Großer Preis von Europa                                              |
|                                                                           |                                                                           |                                                                           |                                                                           |                                                                           |                                                                           |                                                                           |                                                                           |                                                                           |
| 14                                                                        | 1954                                                                      | Deutschland                                                               | Nürburgring                                                               | Juan Manuel Fangio (Mercedes)                                             | José Froilán González / Mike Hawthorn (Ferrari)                           | Maurice Trintignant (Ferrari)                                             | Juan Manuel Fangio (Mercedes)                                             | Karl Kling (Mercedes)                                                     |
|                                                                           |                                                                           |                                                                           |                                                                           |                                                                           |                                                                           |                                                                           |                                                                           |                                                                           |
| 15                                                                        | 1955                                                                      | Monaco                                                                    | Monaco                                                                    | Maurice Trintignant (Ferrari)                                             | Eugenio Castellotti (Lancia)                                              | Jean Behra / Cesare Perdisa (Maserati)                                    | Juan Manuel Fangio (Mercedes)                                             | Juan Manuel Fangio (Mercedes)                                             |
|                                                                           |                                                                           |                                                                           |                                                                           |                                                                           |                                                                           |                                                                           |                                                                           |                                                                           |
| 16                                                                        | 1956                                                                      | Italien                                                                   | Monza                                                                     | Stirling Moss (Maserati)                                                  | Peter Collins / Juan Manuel Fangio (Ferrari)                              | Ron Flockhart (Connaught-Alta)                                            | Juan Manuel Fangio (Ferrari)                                              | Stirling Moss (Maserati)                                                  |
|                                                                           |                                                                           |                                                                           |                                                                           |                                                                           |                                                                           |                                                                           |                                                                           |                                                                           |
| 17                                                                        | 1957                                                                      | Großbritannien                                                            | Aintree                                                                   | Tony Brooks / Stirling Moss (Vanwall)                                     | Luigi Musso (Ferrari)                                                     | Mike Hawthorn (Ferrari)                                                   | Stirling Moss (Vanwall)                                                   | Stirling Moss (Vanwall)                                                   |
|                                                                           |                                                                           |                                                                           |                                                                           |                                                                           |                                                                           |                                                                           |                                                                           |                                                                           |
| 18                                                                        | 1958                                                                      | Belgien                                                                   | Spa-Francorchamps                                                         | Tony Brooks (Vanwall)                                                     | Mike Hawthorn (Ferrari)                                                   | Stuart Lewis-Evans (Vanwall)                                              | Mike Hawthorn (Ferrari)                                                   | Mike Hawthorn (Ferrari)                                                   |
|                                                                           |                                                                           |                                                                           |                                                                           |                                                                           |                                                                           |                                                                           |                                                                           |                                                                           |
| 19                                                                        | 1959                                                                      | Frankreich                                                                | Reims-Gueux                                                               | Tony Brooks (Ferrari)                                                     | Phil Hill (Ferrari)                                                       | Jack Brabham (Cooper-Climax)                                              | Tony Brooks (Ferrari)                                                     | Stirling Moss (B.R.M.)                                                    |
|                                                                           |                                                                           |                                                                           |                                                                           |                                                                           |                                                                           |                                                                           |                                                                           |                                                                           |
| 20                                                                        | 1960                                                                      | Italien                                                                   | Monza                                                                     | Phil Hill (Ferrari)                                                       | Richie Ginther (Ferrari)                                                  | Willy Mairesse (Ferrari)                                                  | Phil Hill (Ferrari)                                                       | Phil Hill (Ferrari)                                                       |
|                                                                           |                                                                           |                                                                           |                                                                           |                                                                           |                                                                           |                                                                           |                                                                           |                                                                           |
| 21                                                                        | 1961                                                                      | Deutschland                                                               | Nürburg                                                                   | Stirling Moss (Lotus-Climax)                                              | Wolfgang von Trips (Ferrari)                                              | Phil Hill (Ferrari)                                                       | Phil Hill (Ferrari)                                                       | Phil Hill (Ferrari)                                                       |
|                                                                           |                                                                           |                                                                           |                                                                           |                                                                           |                                                                           |                                                                           |                                                                           |                                                                           |
| 22                                                                        | 1962                                                                      | Niederlande                                                               | Zandvoort                                                                 | Graham Hill (B.R.M.)                                                      | Trevor Taylor (Lotus)                                                     | Phil Hill (Ferrari)                                                       | John Surtees (Lola)                                                       | Bruce McLaren (Cooper)                                                    |
|                                                                           |                                                                           |                                                                           |                                                                           |                                                                           |                                                                           |                                                                           |                                                                           |                                                                           |
| 23                                                                        | 1963                                                                      | Monaco                                                                    | Monaco                                                                    | Graham Hill (B.R.M.)                                                      | Richie Ginther (B.R.M.)                                                   | Bruce McLaren (Cooper-Climax)                                             | Jim Clark (Lotus-Climax)                                                  | John Surtees (Ferrari)                                                    |
|                                                                           |                                                                           |                                                                           |                                                                           |                                                                           |                                                                           |                                                                           |                                                                           |                                                                           |
| 24                                                                        | 1964                                                                      | Großbritannien                                                            | Brands Hatch                                                              | Jim Clark (Lotus-Climax)                                                  | Graham Hill (B.R.M.)                                                      | John Surtees (Ferrari)                                                    | Jim Clark (Lotus-Climax)                                                  | Jim Clark (Lotus-Climax)                                                  |
|                                                                           |                                                                           |                                                                           |                                                                           |                                                                           |                                                                           |                                                                           |                                                                           |                                                                           |
| 25                                                                        | 1965                                                                      | Belgien                                                                   | Spa-Francorchamps                                                         | Jim Clark (Lotus-Climax)                                                  | Jackie Stewart (B.R.M.)                                                   | Bruce McLaren (Cooper-Climax)                                             | Graham Hill (B.R.M.)                                                      | Jim Clark (Lotus-Climax)                                                  |
|                                                                           |                                                                           |                                                                           |                                                                           |                                                                           |                                                                           |                                                                           |                                                                           |                                                                           |
| 26                                                                        | 1966                                                                      | Frankreich                                                                | Reims-Gueux                                                               | Jack Brabham (Brabham-Repco)                                              | Mike Parkes (Ferrari)                                                     | Denis Hulme (Brabham-Repco)                                               | Lorenzo Bandini (Ferrari)                                                 | Lorenzo Bandini (Ferrari)                                                 |
|                                                                           |                                                                           |                                                                           |                                                                           |                                                                           |                                                                           |                                                                           |                                                                           |                                                                           |
| 27                                                                        | 1967                                                                      | Italien                                                                   | Monza                                                                     | John Surtees (Honda)                                                      | Jack Brabham (Brabham-Repco)                                              | Jim Clark (Lotus-Ford)                                                    | Jim Clark (Lotus-Ford)                                                    | Jim Clark (Lotus-Ford)                                                    |
|                                                                           |                                                                           |                                                                           |                                                                           |                                                                           |                                                                           |                                                                           |                                                                           |                                                                           |
| 28                                                                        | 1968                                                                      | Deutschland                                                               | Nürburg                                                                   | Jackie Stewart (Matra-Ford)                                               | Graham Hill (Lotus-Ford)                                                  | Jochen Rindt (Brabham-Repco)                                              | Jacky Ickx (Ferrari)                                                      | Jackie Stewart (Matra-Ford)                                               |
| 1969 bis 1971                                                             | 1969 bis 1971                                                             | kein Großer Preis von Europa                                              | kein Großer Preis von Europa                                              | kein Großer Preis von Europa                                              | kein Großer Preis von Europa                                              | kein Großer Preis von Europa                                              | kein Großer Preis von Europa                                              | kein Großer Preis von Europa                                              |
|                                                                           |                                                                           |                                                                           |                                                                           |                                                                           |                                                                           |                                                                           |                                                                           |                                                                           |
| 29                                                                        | 1972                                                                      | Großbritannien                                                            | Brands Hatch                                                              | Emerson Fittipaldi (Lotus-Ford)                                           | Jackie Stewart (Tyrrell-Ford)                                             | Peter Revson (McLaren-Ford)                                               | Jacky Ickx (Ferrari)                                                      | Jackie Stewart (Tyrrell-Ford)                                             |
|                                                                           |                                                                           |                                                                           |                                                                           |                                                                           |                                                                           |                                                                           |                                                                           |                                                                           |
| 30                                                                        | 1973                                                                      | Belgien                                                                   | Zolder                                                                    | Jackie Stewart (Tyrrell-Ford)                                             | François Cevert (Tyrrell-Ford)                                            | Emerson Fittipaldi (Lotus-Ford)                                           | Ronnie Peterson (Lotus-Ford)                                              | François Cevert (Tyrrell-Ford)                                            |
|                                                                           |                                                                           |                                                                           |                                                                           |                                                                           |                                                                           |                                                                           |                                                                           |                                                                           |
| 31                                                                        | 1974                                                                      | Deutschland                                                               | Nürburg                                                                   | Clay Regazzoni (Ferrari)                                                  | Jody Scheckter (Tyrrell-Ford)                                             | Carlos Reutemann (Brabham-Ford)                                           | Niki Lauda (Ferrari)                                                      | Jody Scheckter (Tyrrell-Ford)                                             |
|                                                                           |                                                                           |                                                                           |                                                                           |                                                                           |                                                                           |                                                                           |                                                                           |                                                                           |
| 32                                                                        | 1975                                                                      | Österreich                                                                | Österreichring                                                            | Vittorio Brambilla (March-Ford)                                           | James Hunt (Hesketh-Ford)                                                 | Tom Pryce (Shadow-Ford)                                                   | Niki Lauda (Ferrari)                                                      | Vittorio Brambilla (March-Ford)                                           |
|                                                                           |                                                                           |                                                                           |                                                                           |                                                                           |                                                                           |                                                                           |                                                                           |                                                                           |
| 33                                                                        | 1976                                                                      | Niederlande                                                               | Zandvoort                                                                 | James Hunt (McLaren)                                                      | Clay Regazzoni (Ferrari)                                                  | Mario Andretti (Lotus)                                                    | Ronnie Peterson (March)                                                   | Clay Regazzoni (Ferrari)                                                  |
|                                                                           |                                                                           |                                                                           |                                                                           |                                                                           |                                                                           |                                                                           |                                                                           |                                                                           |
| 34                                                                        | 1977                                                                      | Großbritannien                                                            | Silverstone                                                               | James Hunt (McLaren-Ford)                                                 | Niki Lauda (Ferrari)                                                      | Gunnar Nilsson (Lotus-Ford)                                               | James Hunt (McLaren-Ford)                                                 | James Hunt (McLaren-Ford)                                                 |
| 1978 bis 1982                                                             | 1978 bis 1982                                                             | kein Großer Preis von Europa                                              | kein Großer Preis von Europa                                              | kein Großer Preis von Europa                                              | kein Großer Preis von Europa                                              | kein Großer Preis von Europa                                              | kein Großer Preis von Europa                                              | kein Großer Preis von Europa                                              |

| Veranstaltungen mit dem alleinigen Titel „Großer Preis von Europa“ | Veranstaltungen mit dem alleinigen Titel „Großer Preis von Europa“ | Veranstaltungen mit dem alleinigen Titel „Großer Preis von Europa“ | Veranstaltungen mit dem alleinigen Titel „Großer Preis von Europa“ | Veranstaltungen mit dem alleinigen Titel „Großer Preis von Europa“ | Veranstaltungen mit dem alleinigen Titel „Großer Preis von Europa“ | Veranstaltungen mit dem alleinigen Titel „Großer Preis von Europa“ | Veranstaltungen mit dem alleinigen Titel „Großer Preis von Europa“ |
| Auflage2                                                           | Jahr                                                               | Strecke                                                            | Sieger                                                             | Zweiter                                                            | Dritter                                                            | Pole-Position                                                      | Schnellste Runde                                                   |
| ------------------------------------------------------------------ | ------------------------------------------------------------------ | ------------------------------------------------------------------ | ------------------------------------------------------------------ | ------------------------------------------------------------------ | ------------------------------------------------------------------ | ------------------------------------------------------------------ | ------------------------------------------------------------------ |
|                                                                    |                                                                    |                                                                    |                                                                    |                                                                    |                                                                    |                                                                    |                                                                    |
| 01                                                                 | 1983                                                               | Brands Hatch                                                       | Nelson Piquet (Brabham-BMW)                                        | Alain Prost (Renault)                                              | Nigel Mansell (Lotus-Ford)                                         | Elio de Angelis (Lotus-Ford)                                       | Nigel Mansell (Lotus-Ford)                                         |
|                                                                    |                                                                    |                                                                    |                                                                    |                                                                    |                                                                    |                                                                    |                                                                    |
| 02                                                                 | 1984                                                               | Nürburgring                                                        | Alain Prost (McLaren-TAG Porsche)                                  | Michele Alboreto (Ferrari)                                         | Nelson Piquet (Brabham-BMW)                                        | Nelson Piquet (Brabham-BMW)                                        | Michele Alboreto (Ferrari) / Nelson Piquet (Brabham-BMW)           |
|                                                                    |                                                                    |                                                                    |                                                                    |                                                                    |                                                                    |                                                                    |                                                                    |
| 03                                                                 | 1985                                                               | Brands Hatch                                                       | Nigel Mansell (Williams-Honda)                                     | Ayrton Senna (Lotus-Renault)                                       | Keke Rosberg (Williams-Honda)                                      | Ayrton Senna (Lotus-Renault)                                       | Jacques Laffite (Ligier-Renault)                                   |
| 1986 bis 1992                                                      | 1986 bis 1992                                                      | kein Großer Preis von Europa                                       | kein Großer Preis von Europa                                       | kein Großer Preis von Europa                                       | kein Großer Preis von Europa                                       | kein Großer Preis von Europa                                       | kein Großer Preis von Europa                                       |
|                                                                    |                                                                    |                                                                    |                                                                    |                                                                    |                                                                    |                                                                    |                                                                    |
| 04                                                                 | 1993                                                               | Donington Park                                                     | Ayrton Senna (McLaren-Ford)                                        | Damon Hill (Williams-Renault)                                      | Alain Prost (Williams-Renault)                                     | Alain Prost (Williams-Renault)                                     | Ayrton Senna (McLaren-Ford)                                        |
|                                                                    |                                                                    |                                                                    |                                                                    |                                                                    |                                                                    |                                                                    |                                                                    |
| 05                                                                 | 1994                                                               | Jerez                                                              | Michael Schumacher (Benetton-Ford)                                 | Damon Hill (Williams-Renault)                                      | Mika Häkkinen (McLaren-Peugeot)                                    | Michael Schumacher (Benetton-Ford)                                 | Michael Schumacher (Benetton-Ford)                                 |
|                                                                    |                                                                    |                                                                    |                                                                    |                                                                    |                                                                    |                                                                    |                                                                    |
| 06                                                                 | 1995                                                               | Nürburgring                                                        | Michael Schumacher (Benetton-Renault)                              | Jean Alesi (Ferrari)                                               | David Coulthard (Williams-Renault)                                 | David Coulthard (Williams-Renault)                                 | Michael Schumacher (Benetton-Renault)                              |
| 07                                                                 | 1996                                                               | Nürburgring                                                        | Jacques Villeneuve (Williams-Renault)                              | Michael Schumacher (Ferrari)                                       | David Coulthard (McLaren-Mercedes)                                 | Damon Hill (Williams-Renault)                                      | Damon Hill (Williams-Renault)                                      |
|                                                                    |                                                                    |                                                                    |                                                                    |                                                                    |                                                                    |                                                                    |                                                                    |
| 08                                                                 | 1997                                                               | Jerez                                                              | Mika Häkkinen (McLaren-Mercedes)                                   | David Coulthard (McLaren-Mercedes)                                 | Jacques Villeneuve (Williams-Renault)                              | Jacques Villeneuve (Williams-Renault)                              | Heinz-Harald Frentzen (Williams-Renault)                           |
| 1998                                                               | 1998                                                               | kein Großer Preis von Europa                                       | kein Großer Preis von Europa                                       | kein Großer Preis von Europa                                       | kein Großer Preis von Europa                                       | kein Großer Preis von Europa                                       | kein Großer Preis von Europa                                       |
|                                                                    |                                                                    |                                                                    |                                                                    |                                                                    |                                                                    |                                                                    |                                                                    |
| 09                                                                 | 1999                                                               | Nürburgring                                                        | Johnny Herbert (Stewart-Ford)                                      | Jarno Trulli (Prost-Peugeot)                                       | Rubens Barrichello (Stewart-Ford)                                  | Heinz-Harald Frentzen (Jordan-Mugen)                               | Mika Häkkinen (McLaren-Mercedes)                                   |
| 10                                                                 | 2000                                                               | Nürburgring                                                        | Michael Schumacher (Ferrari)                                       | Mika Häkkinen (McLaren-Mercedes)                                   | David Coulthard (McLaren-Mercedes)                                 | David Coulthard (McLaren-Mercedes)                                 | Michael Schumacher (Ferrari)                                       |
| 11                                                                 | 2001                                                               | Nürburgring                                                        | Michael Schumacher (Ferrari)                                       | Juan Pablo Montoya (Williams-BMW)                                  | David Coulthard (McLaren-Mercedes)                                 | Michael Schumacher (Ferrari)                                       | Juan Pablo Montoya (Williams-BMW)                                  |
| 12                                                                 | 2002                                                               | Nürburgring                                                        | Rubens Barrichello (Ferrari)                                       | Michael Schumacher (Ferrari)                                       | Kimi Räikkönen (McLaren-Mercedes)                                  | Juan Pablo Montoya (Williams-BMW)                                  | Michael Schumacher (Ferrari)                                       |
| 13                                                                 | 2003                                                               | Nürburgring                                                        | Ralf Schumacher (Williams-BMW)                                     | Juan Pablo Montoya (Williams-BMW)                                  | Rubens Barrichello (Ferrari)                                       | Kimi Räikkönen (McLaren-Mercedes)                                  | Kimi Räikkönen (McLaren-Mercedes)                                  |
| 14                                                                 | 2004                                                               | Nürburgring                                                        | Michael Schumacher (Ferrari)                                       | Rubens Barrichello (Ferrari)                                       | Jenson Button (BAR-Honda)                                          | Michael Schumacher (Ferrari)                                       | Michael Schumacher (Ferrari)                                       |
| 15                                                                 | 2005                                                               | Nürburgring                                                        | Fernando Alonso (Renault)                                          | Nick Heidfeld (Williams-BMW)                                       | Rubens Barrichello (Ferrari)                                       | Nick Heidfeld (Williams-BMW)                                       | Fernando Alonso (Renault)                                          |
| 16                                                                 | 2006                                                               | Nürburgring                                                        | Michael Schumacher (Ferrari)                                       | Fernando Alonso (Renault)                                          | Felipe Massa (Ferrari)                                             | Fernando Alonso (Renault)                                          | Michael Schumacher (Ferrari)                                       |
| 17                                                                 | 2007                                                               | Nürburgring                                                        | Fernando Alonso (McLaren-Mercedes)                                 | Felipe Massa (Ferrari)                                             | Mark Webber (Red Bull-Renault)                                     | Kimi Räikkönen (Ferrari)                                           | Felipe Massa (Ferrari)                                             |
|                                                                    |                                                                    |                                                                    |                                                                    |                                                                    |                                                                    |                                                                    |                                                                    |
| 18                                                                 | 2008                                                               | Valencia                                                           | Felipe Massa (Ferrari)                                             | Lewis Hamilton (McLaren)                                           | Robert Kubica (Sauber-BMW)                                         | Felipe Massa (Ferrari)                                             | Felipe Massa (Ferrari)                                             |
| 19                                                                 | 2009                                                               | Valencia                                                           | Rubens Barrichello (Brawn-Mercedes)                                | Lewis Hamilton (McLaren-Mercedes)                                  | Kimi Räikkönen (Ferrari)                                           | Lewis Hamilton (McLaren-Mercedes)                                  | Timo Glock (Toyota)                                                |
| 20                                                                 | 2010                                                               | Valencia                                                           | Sebastian Vettel (Red Bull-Renault)                                | Lewis Hamilton (McLaren-Mercedes)                                  | Jenson Button (McLaren-Mercedes)                                   | Sebastian Vettel (Red Bull-Renault)                                | Jenson Button (McLaren-Mercedes)                                   |
| 21                                                                 | 2011                                                               | Valencia                                                           | Sebastian Vettel (Red Bull-Renault)                                | Fernando Alonso (Ferrari)                                          | Mark Webber (Red Bull-Renault)                                     | Sebastian Vettel (Red Bull-Renault)                                | Sebastian Vettel (Red Bull-Renault)                                |
| 22                                                                 | 2012                                                               | Valencia                                                           | Fernando Alonso (Ferrari)                                          | Kimi Räikkönen (Lotus-Renault)                                     | Michael Schumacher (Mercedes)                                      | Sebastian Vettel (Red Bull-Renault)                                | Nico Rosberg (Mercedes)                                            |
| 2013 bis 2015                                                      | 2013 bis 2015                                                      | kein Großer Preis von Europa                                       | kein Großer Preis von Europa                                       | kein Großer Preis von Europa                                       | kein Großer Preis von Europa                                       | kein Großer Preis von Europa                                       | kein Großer Preis von Europa                                       |
|                                                                    |                                                                    |                                                                    |                                                                    |                                                                    |                                                                    |                                                                    |                                                                    |
| 23                                                                 | 2016                                                               | Baku                                                               | Nico Rosberg (Mercedes)                                            | Sebastian Vettel (Ferrari)                                         | Sergio Pérez (Force India-Mercedes)                                | Nico Rosberg (Mercedes)                                            | Nico Rosberg (Mercedes)                                            |
| seit 2017                                                          | seit 2017                                                          | kein Großer Preis von Europa                                       | kein Großer Preis von Europa                                       | kein Großer Preis von Europa                                       | kein Großer Preis von Europa                                       | kein Großer Preis von Europa                                       | kein Großer Preis von Europa                                       |

| Legende   | Legende                                                                                              | Legende                                                     |
| Abkürzung | Klasse                                                                                               | Kommentar                                                   |
| --------- | --- | ----------------------------------------------------------- |
| F1        | Formel 1                                                                                             | Formel-1-Weltmeisterschaft ab 1950                          |
| F2        | Formel 2                                                                                             |                                                             |
| FL        | Formula libre                                                                                        | Fahrzeugklasse in der Regel vom Veranstalter ausgeschrieben |
| SW        | Sportwagen                                                                                           |                                                             |
| TW        | Tourenwagen                                                                                          |                                                             |
| GP        | Grand-Prix-Fahrzeuge                                                                                 |                                                             |
|           | ↓ Durchgehende graue Linien zeigen an, wann in der Geschichte auf einem neuen Kurs gefahren wurde. ↓ |                                                             |
|           | |                                                             |
|           | Einträge mit hellrotem Hintergrund waren keine Läufe zur Automobil- bzw. Formel-1-Weltmeisterschaft. |                                                             |
|           | Einträge mit gelbem Hintergrund waren Läufe zur Europameisterschaft.                                 |                                                             |

1 Die Auflage wurde 1923–1977 wurde bei den Veranstaltungen mit dem zusätzlichen Ehrentitel „Großer Preis von Europa“ offiziell nicht gezählt, und nicht verwendet.
2 Die Auflage wurde auch bei den Veranstaltungen ab 1983, mit dem alleinigen Titel „Großer Preis von Europa“ nicht offiziell gezählt, aber vereinzelt verwendet.

## Strecken

Baku City Circuit
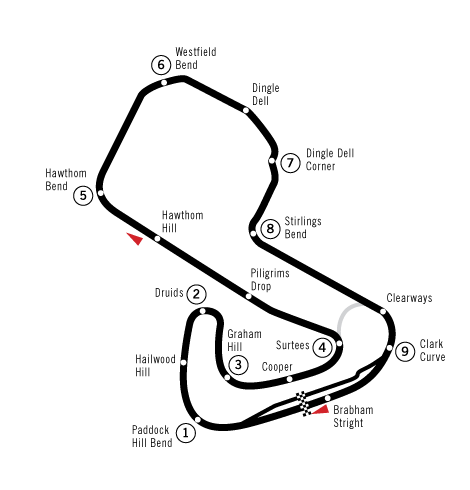
Brands Hatch
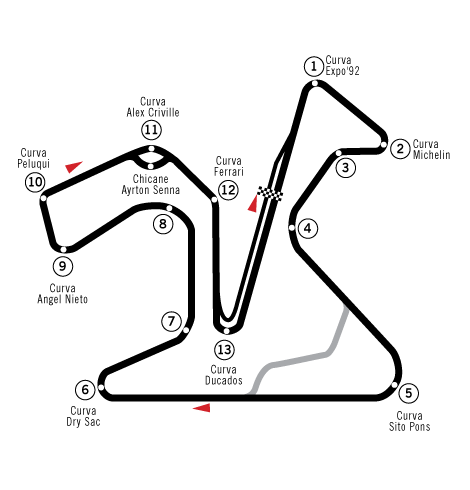
Circuito de Jerez
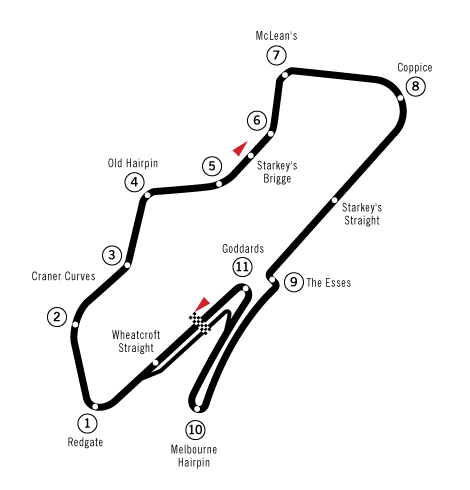
Donington Park
Hockenheimring Baden-Württemberg
Nürburgring
Valencia Street Circuit